# Sierra de Tendeñera
La sierra de Tendeñera es una sierra interior pirenaica  que se encuentra entre las comarcas aragonesas del Alto Gállego y Sobrarbe (provincia de Huesca, España).

## Descripción
Se extiende desde Santa Elena en la entrada del valle de Tena hasta Bujaruelo, de oeste a este. Tiene una longitud de aproximadamente 15 km.
La cima más alta es la punta Tendeñera con 2.853 metros. Otras alturas importantes son la peña Roja (2.578 m), la peña Sabocos (2.757 m) y la punta de la Ripera (2.823 m).
En la Sierra Tendeñera y el pico Vachesango se encuentra el contacto entre las formaciones geológicas de flysch y de calizas de las sierras.

## Medio ambiente
Dada la variedad de especies rupícolas presentes, la sierra está protegida como zona especial de conservación. El área protegida suma 1284.65 Ha y presenta veintiocho especies vegetales de montaña, incluyendo el raro musgo Buxbaumia viridis. El ecosistema resultante es habitado por múltiples especies de insectos, incluyendo cinco tipos de mariposa. Cincuenta y siete especies de aves diferentes visitan la sierra, haciéndola un importante emplazamiento ornitológico.